# Espace extrêmement discontinu
 (août 2024).
La mise en forme du texte ne suit pas les recommandations de Wikipédia : il faut le « wikifier ».
Les points d'amélioration suivants sont les cas les plus fréquents :
- Les titres sont pré-formatés par le logiciel. Ils ne sont ni en capitales, ni en gras.
- Le texte ne doit pas être écrit en capitales (les noms de famille non plus), ni en gras, ni en italique, ni en « petit »…
- Le gras n'est utilisé que pour surligner le titre de l'article dans l'introduction, une seule fois.
- L'italique est rarement utilisé : mots en langue étrangère, titres d'œuvres, noms de bateaux, etc.
- Les citations ne sont pas en italique mais en corps de texte normal. Elles sont entourées par des guillemets français : « et ».
- Les listes à puces sont à éviter, des paragraphes rédigés étant largement préférés. Les tableaux sont à réserver à la présentation de données structurées (résultats, etc.).
- Les appels de note de bas de page (petits chiffres en exposant, introduits par l'outil «  Source ») sont à placer entre la fin de phrase et le point final[comme ça].
- Les liens internes (vers d'autres articles de Wikipédia) sont à choisir avec parcimonie. Créez des liens vers des articles approfondissant le sujet. Les termes génériques sans rapport avec le sujet sont à éviter, ainsi que les répétitions de liens vers un même terme.
- Les liens externes sont à placer uniquement dans une section « Liens externes », à la fin de l'article. Ces liens sont à choisir avec parcimonie suivant les règles définies. Si un lien sert de source à l'article, son insertion dans le texte est à faire par les notes de bas de page.
- La présentation des références doit suivre les conventions bibliographiques. Il est recommandé d'utiliser les modèles {{Ouvrage}}, {{Chapitre}}, {{Article}}, {{Lien web}} et/ou {{Bibliographie}}. Le mode d'édition visuel peut mettre en forme automatiquement les références.
- Insérer une infobox (cadre d'informations à droite) n'est pas obligatoire pour parachever la mise en page.

Pour une aide détaillée, merci de consulter Aide:Wikification.
Si vous pensez que ces points ont été résolus, vous pouvez retirer ce bandeau et améliorer la mise en forme d'un autre article.
En mathématiques, un espace extrêmement discontinu est un espace topologique dans lequel l'adhérence d'un ouvert est ouverte.
Un espace extrêmement discontinu qui est de plus compact est parfois appelé un espace Stonéen. C'est un cas particulier d'espace Stone, qui est un espace compact totalement discontinu. Dans la dualité entre espaces de Stone et les algèbres de Boole, les espaces Stonéen correspondent aux algèbres booléennes complètes.

## Exemples et contre-exemples
- Tout espace discret est extrêmement discontinu.
- Le compactifié de Stone-Čech d’un espace discret est extrêmement discontinu.
- Le spectre d’une algèbre de von Neumann abélienne est extrêmement discontinu.
- Tout espace infini muni de la topologie cofinie est en même temps extrêmement discontinu et connexe. Plus généralement, tout espace irréductible est extrêmement discontinu.
- L'espace sur trois points dont la topologie est engendrée par {\displaystyle \{\{x,y\},\{x,y,z\}\}} fournit un exemple fini d’un espace à la fois extrêmement discontinu et connexe. Un autre exemple est donné par l' espace de Sierpinski, puisqu'il est fini, connexe et irréductible.

- L'ensemble de Cantor n'est pas extrêmement discontinu, bien qu'il soit totalement discontinu.

## Caractérisations
Les objets projectifs de la catégorie des espaces compacts sont exactement les espaces compacts extrêmement discontinus.
Un espace compact est extrêmement discontinu si et seulement si c'est un retract du compactifié de Stone-Čech d'un espace discret .